# Нільс Вестермарк
Нільс Вестермарк (швед. Nils Westermark, 9 вересня 1892 — 24 січня 1980) — шведський яхтсмен.
Срібний призер Олімпійських Ігор 1912 року в класі 8 метрів.